# Giertta
Giertta är en svensk adelsätt.

## Historik
Enligt en obestyrkt tradition skall ätten ha samma ursprung som de adliga ätterna Hierta, Gyllenhierta och Sabelhierta. Ättens äldste kände stamfader är Johan Eriksson Hierta, major vid Nylands kavalleri och kommendant på Ivanogorod. I Anreps ättartavor anges att hans far Erik Hierta skulle ha levt i Finland.
Johan Hierta hade tre söner. Den äldste av dessa, drabanten Johan Giertta, adlad 1710, upphöjdes 1719 till friherre och introducerades på nummer 138. Med sin hustru Elisabeth Adlersköld fick han en son som avled före fadern, varmed den introducerade friherrliga ätten slöts 12 maj 1740, när Johan Giertta dog.
Johan Gierttas yngste bror Adam Johan Giertta var även han drabant, senare överste vid Kymmenegårds bataljon och slutligen chef för Kalmar regemente. Han adlades samman med sina bröder 1710 med namnet Giertta, samt introducerades på nummer 1446, men hans ättegren slöts på svärdssidan med honom själv.
Alla senare levande ättemedlemmar härstammar från en bror till Johan och Adam Johan Giertta, generalmajoren Christian Giertta, som adlades med sina bröder 1710 och upptogs på Riddarhuset på nummer 1446. Han skrev sig efter brodern Johans död till Bona och Skälby fideikommiss på Munsö. Hans hustru Charlotta Catharina Sternell var dotter till superintendenten Nicolaus Sternell, och härstammade från Bureätten, Carolus Carlsson, Olaus Svebilius och Samuel Enander, och adlades för faderns förtjänster med namnet Cedermarck. Christian Giertta upphöjdes till friherre av Fredrik I år 1720, men blev aldrig introducerad i den värdigheten.
Ättens huvudman innehar fortfarande fideikommisset Bona gård.
Den 31 december 2014 var 48 personer med efternamnet Giertta bosatta i Sverige.
Enligt en obestyrkt tradition skall ätten ha samma ursprung som de adliga ätterna Hierta, Gyllenhierta och Sabelhierta. 

## Personer med efternamnet Giertta
- Adam Giertta (1872–1943), friherre och jurist
- Adam Johan Giertta (1674–1739), friherre och militär
- Christian Giertta (1671–1746), friherre och militär
- Claës E. Giertta (1926–2007), silversmed, skulptör och formgivare
- Helena Giertta (född 1961), journalist
- Johan Giertta (1666–1740), friherre och militär